# 林健翔
林健翔（英語：Lam Kin-Cheung，1995年—），香港民主派政治人物，前工黨成員，前香港屯門區議會友愛南選區議員。

## 求學經歷
林健翔在屯門長大，中學就讀於順德聯誼總會譚伯羽中學。就讀中一時已經與同樣在2019年當選區議員的林明恩為同班同學。中四時因通識科時常交流政見，成為摯友。 高中時期一起修讀歷史科，更一同參選中學學生會，林健翔當時擔任財政。 大學時期正值2014年雨傘運動，二人在9月28日佔領夏慤道事件後，曾到屯門杯渡橋派發宣傳單張。

## 從政

### 加入工黨
2015年，林健翔在工黨實習，認識了譚駿賢及工黨「分配公義」的理念，故選擇加入工黨。自2015年譚駿賢當選友愛北區議員後，林健翔及林明恩以工黨社區幹事身份，分別在友愛南、友愛北展開地區工作，協助譚跟進居民個案。
2019年反對《逃犯條例》修訂草案運動期間，林健翔曾聯同屯門區內年輕人宣傳6月兩次大型遊行、2019年8月5日香港三罷行動（罷工、罷課及罷市）及舉辦放映會等。

### 2019年區議會選舉
2019年10月8日，林健翔向選舉事務處遞交提名參選2019年香港區議會選舉友愛南選區，挑戰爭取連任的民建聯曾憲康。 10月31日獲選舉主任、時任屯門民政專員馮雅慧確認，成為該區1號候選人。 結果林健翔以3,954票，近三分之二得票，大勝曾憲康（2,279票），成為新一屆友愛南區議員。
| 政党   | 政党   | 候选人    | 票数  | %     | ±      |
| ------ | ------ | --------- | ----- | ----- | ------ |
|        | 工黨   | ①. 林健翔 | 3,954 | 63.44 | 不適用 |
|        | 民建聯 | ②. 曾憲康 | 2,279 | 36.56 |        |
| 多数票 | 多数票 | 多数票    | 1,675 | 26.87 | 不適用 |

### 宣布退出工黨
2020年12月23日，林健翔與同為屯門區議員的林明恩在社交平台發文，宣布已於10月31日退出工黨。兩人表示感謝組織及黨友過往的支持，相信未來會在爭取民主，和對抗拒社會不公義的路上再聚。他們又指，希望有一天香港人及一眾打工仔女可以有尊嚴地生活。

## 區政事務

### 屯門不明氣體洩漏事件
2019年10月28日下午，屯門區內多處受不明氣體洩漏影響，造成多名居民不適。11月25日，林健翔聯同區內27位民主派候任區議員，促請行政長官林鄭月娥督促相關部門徹查，交代事件因由。
12月6日，林健翔聯同候任區議員林明恩及何國豪舉行記者會，提到12月1日凌晨，富泰邨及友愛邨一帶有居民嗅到不明氣體，其後有居民長出紅疹。對此林健翔曾向多個政府部門查詢，但未獲回覆，質疑政府對兩次事件未有積極調查。

## 軼事
在明報專訪中提及，林健翔及林明恩喜愛英超球隊阿仙奴。此外兩人均姓林，同為戴眼鏡的年輕人，故此常遭街坊誤認為「親生兄弟」。

## 資料來源與註釋
1. ↑  林俊謙. . 香港蘋果日報. 2019年12月11日  [2020年1月31日]. （原始内容存档于2020年1月31日） （中文（香港））.
2. 1 2  邱榕瀅. . 明報. 2019年12月26日  [2020年1月31日]. （原始内容存档于2019年12月26日） （中文（香港））.
3. ↑  . 明報. 2019年12月26日  [2020年1月31日]. （原始内容存档于2019年12月27日） （中文（香港））.
4. 1 2  黃雅文. . 香港獨立媒體網. 2019年10月3日  [2019年12月27日]. （原始内容存档于2019年12月3日） （中文（香港））.
5. ↑  王嘉祺. . 香港01. 2019年10月5日  [2019月12月27日]. （原始内容存档于2020年12月2日） （中文（香港））.
6. ↑  選舉事務處.  (PDF). 2019年10月17日  [2020年1月31日]. （原始内容存档 (PDF)于2019年12月15日）.
7. ↑  香港特別行政區政府.  (PDF). 號外﹕香港特別行政區政府憲報. 2019年10月31日, 23 (47): 第292號公告  [2020年1月31日]. （原始内容存档 (PDF)于2020年1月31日）.
8. ↑  香港特別行政區政府.  (PDF). 香港特別行政區政府憲報. 2019年11月29日, 23 (48): 第7524號公告  [2020年1月31日]. （原始内容存档 (PDF)于2020年1月31日）.
9. ↑  黃雅文. . 東網. 2020年12月23日  [2020年12月23日] （中文（香港））.
10. ↑  鄭寶生. . 香港01. 2019年11月28日  [2020年1月31日]. （原始内容存档于2019年12月3日）.
11. ↑  黃桂桂. . 香港01. 2019年12月6日  [2020年1月31日]. （原始内容存档于2020年1月31日）.

## 外部連結
| 議會席位      | 議會席位                                               | 議會席位 |
| ------------- | ------------------------------------------------------ | -------- |
| 前任： 曾憲康 | 屯門區議會 友愛南選區區議員 2020年1月1日－2021年7月7日 | 空缺     |